# 大戟二烯醇
大戟二烯醇，也称为大戟醇（英語：Euphol）是一种四环三萜类化合物，分子式C
30H
50O，存在于一些大戟屬（Euphorbia）植物中。